# Mutantes S.21
Mutantes S.21 é o quarto álbum do grupo português Mão Morta, lançado em 1992.
A revista Blitz classificou-o como o segundo melhor álbum de música portuguesa dos anos 1990, atrás de Viagens de Pedro Abrunhosa e os Bandemónio.
É considerado pela critica especializada, bem como pelos fãs, como o melhor álbum dos Mão Morta. Um dos singles do álbum, a canção "Budapeste (Sempre a Rock & Rollar)", tornou-se num dos mais populares da banda.
Editado simultaneamente em vinil e em CD, em 9 de Dezembro de 1992, pela empresa de malas e carteiras Fungui, pertencente ao manager da banda, Vítor Silva, com a referência FUN002. Em 14 de Maio de 1993, a Fungui lançou com a mesma referência uma edição especial em vinil, acompanhada por um livro de banda-desenhada a ilustrar as canções do disco. Em 11 de Fevereiro de 1993 o álbum atingiu o 28.º lugar do Top Nacional de Vendas.
Reeditado em CD em 16 de Dezembro de 2009, com a referência CBR0909019CD, e numa caixa Mão Morta 1988-1992, contendo os 4 primeiros discos da banda pela editora Cobra.
O álbum foi novamente editado em 25 de Novembro de 2013, em vinil azul, pela editora Rastilho Records.

## Concepção
Tem como ideia base, ser uma descrição de diferentes cidades europeias através dos seus crimes mais comuns, mas como essa ideia era um pouco difícil de levar a cabo, o resultado acabou por ser um mergulho no sub-mundo de cada uma dessas cidades. Entre Lisboa, Berlim, Amesterdão, Paris, Barcelona… são alguns dos títulos das músicas – cidades.
O “S” do título foi descodificado pela banda como significando “Série”, “Século” ou “Salmo”. Primeiro disco assumidamente conceptual do grupo.

## Faixas
Lado A
1. "Lisboa (Por Entre as Sombras e o Lixo)" (Adolfo Luxúria Canibal / Carlos Fortes)
2. "Amesterdão (Have Big Fun)" (Adolfo Luxúria Canibal / Miguel Pedro)
3. "Budapeste (Sempre a Rock & Rollar)" (Adolfo Luxúria Canibal / Carlos Fortes)  (Amostraⓘ)
4. "Barcelona (Encontrei-a na Plaza Real)" (Adolfo Luxúria Canibal / Carlos Fortes)
5. "Marraquexe (Pç. das Moscas Mortas)" (Adolfo Luxúria Canibal / Carlos Fortes)

Lado B
1. "Berlim (Morreu a Nove)" (Adolfo Luxúria Canibal / Carlos Fortes)
2. "Paris (Amour A Mort)" (Adolfo Luxúria Canibal / Carlos Fortes)
3. "Istambul (Um Grito)" (Adolfo Luxúria Canibal / Carlos Fortes)
4. "Shambalah (O Reino da Luz)" (Carlos Fortes)

## Ficha técnica
- Adolfo Luxúria Canibal – voz[3]
- Carlos Fortes – guitarra, programações, prato, voz[3]
- Sapo – guitarra, programações, prato, voz[3]
- José Pedro Moura – baixo[3]
- António Rafael – teclas, baixo, voz[3]
- Miguel Pedro – bateria, percussões, programações, baixo, guitarra, voz[3]
- Convidada: Mixa – voz e grito (faixa 8), coros (faixa 6)[3]

Gravado em Maio e Junho de 1992 por José Fortes, Jorge Barata e António Cordeiro no Estúdio Angel II – Lisboa e por Rui Novais no Estúdio Angel I – Lisboa. Misturado em Junho e Julho de 1992 por José Fortes no Estúdio Angel II – Lisboa.
Produção de Mão Morta.
Capa de Carlos Sousa Costa.
Ilustrações e bandas-desenhadas de Carlos Fortes - Zé, Humpty Dumpty, Pedro Maia, Carlos Corais, Aurélio Veloso, Paulo Trindade, Patrícia Gouveia, Carlos Sousa Costa e Tiago Estrada.